# Illidops
Illidops (лат.) — род мелких наездников подсемейства Microgastrinae из семейства Braconidae (Ichneumonoidea). Иногда рассматривается как подрод в составе рода Apanteles.

## Распространение
Неарктика, Палеарктика.

## Описание
Мелкие паразитические наездники. От близких родов отличается длинным яйцекладом, покрытом щетинками и крупным гипопигием с бороздками в середине. Первый тергит морщинистый, апикально суженный; второй тергит сильно поперечный, прямоугольный, слабо скульптированный. Жгутик усика 16-члениковый. Нижнечелюстные щупики 5-члениковые, нижнегубные щупики состоят из 3 сегментов. Дыхальца первого брюшного тергиты находятся на латеротергитах. Паразитируют на гусеницах бабочек (Psychidae и Scythridae).

## Классификация
Род был впервые выделен американским энтомологом Уильямом Ричардом Мейсоном в 1981 году на основании типового вида Apanteles butalidis Marshall, 1883. Illidops принадлежит к подсемейству Microgastrinae.
Около 40 видов
- Illidops aridus[4]
- Illidops assimilis
- Illidops azamgarhensis
- Illidops barcinonensis
- Illidops bellicosus
- Illidops blandus
- Illidops brevimetacarpus
- Illidops butalidis
- Illidops buteonis
- Illidops cloelia
- Illidops dauricus
- Illidops electilis
- Illidops keralensis
- Illidops kostjuki
- Illidops kostylevi
- Illidops lamprosemae
- Illidops mutabilis
- Illidops naso
- Illidops nigritegula
- Illidops paranaensis
- Illidops perseveratus
- Illidops planiscapus
- Illidops rostratus
- Illidops scutellaris
- Illidops sophrosine
- Illidops splendidus
- Illidops subversor
- Illidops suevus
- Illidops suffectus
- Illidops terrestris[5]
- Illidops tigris
- Illidops toreicus
- Illidops urgens[6]
- Illidops urgo
- Illidops uvidus
- Illidops vitobiasi